# Acontia naevulosa
Acontia naevulosa là một loài bướm đêm trong họ Noctuidae.